# Renato Scarpa
Pour les articles homonymes, voir Scarpa.
Renato Scarpa, né à Milan le 14 septembre 1939 et mort à Rome le 30 décembre 2021, est un acteur italien.

## Biographie
Renato Scarpa fait ses débuts sur le grand écran à la fin des années 1960, s'imposant comme un acteur de caractère. Acteur préféré de De Crescenzo, Nichetti, Troisi et d'autres, il peut non seulement se targuer d'une longue filmographie mais a également travaillé dans de nombreuses séries télévisées. Il est le sévère père Corazza dans le grotesque Nel nome del padre (1972) de Marco Bellocchio, l'inflexible père dominicain Alberto Tragagliolo dans Giordano Bruno (1973) de Giuliano Montaldo, le mystérieux professeur Verdegast dans l'inquiétant Suspiria (1977) de Dario Argento, l'hypocondriaque Sergio dans Un sacco bello (1980), le complexe Robertino dans Ricomincio da tre (1981) de Massimo Troisi et le maître de poste supérieur et ami du protagoniste dans Il postino (Le Facteur) de Michael Radford ; le prêtre dans Ad ovest di Paperino (1982) d'Alessandro Benvenuti, le docteur Cazzaniga dans Così parlò Bellavista (1984) et dans Il mistero di Bellavista (1985), tous deux de Luciano De Crescenzo.
Il joue également le père inquiet du personnage principal dans la comédie Stefano Quantestorie (1993) de Maurizio Nichetti, le maître d'œuvre dans le drame La stanza del figlio (2001) de Nanni Moretti, le banquier ayant des problèmes gastro-entérologiques dans la comédie culinaire napolitaine Ribelli per caso (2001) de Vincenzo Terracciano, et le cardinal doyen Gregori dans le film Habemus Papam de Nanni Moretti (2011). Depuis les années 1980, il alterne les engagements au cinéma et à la télévision. En 2012, il a reçu le prix Fabulae Atellanae pour le cinéma de la municipalité d'Orta di Atella.
Il est décédé le 30 décembre 2021 à son domicile à Rome dans le quartier de Monteverde à l'âge de 82 ans.

## Filmographie

### Au cinéma
- 1969 : Sous le signe du scorpion (Sotto il Segno dello Scorpione) de Paolo et Vittorio Taviani
- 1972 : Au nom du père (Nel Nome del Padre) de Marco Bellocchio
- 1973 : Saint Michel avait un coq (San Michele aveva un gallo) de Paolo et Vittorio Taviani
- 1973 : Giordano Bruno de Giuliano Montaldo
- 1973 : Ne vous retournez pas (titre anglais : Don't Look Now, titre italien : A Venezia... un dicembre rosso shocking) de Nicolas Roeg
- 1974 : L'An un (Anno uno) de Roberto Rossellini
- 1974 : Un vrai crime d'amour (Delitto d'amore) de Luigi Comencini
- 1974 : E cominciò il viaggio nella vertigine de Toni De Gregorio (it)
- 1974 : La poliziotta de Steno
- 1977 : Suspiria de Dario Argento
- 1977 : Un bourgeois tout petit petit (Un borghese piccolo piccolo)  de Mario Monicelli
- 1977 : Au-delà du bien et du mal (Al di là del bene e del male) de Liliana Cavani
- 1977 : Il mostro (Qui sera tué demain ?) de Luigi Zampa
- 1979 : Un jouet dangereux (Il giocattolo) de Giuliano Montaldo
- 1980 : Bionda fragola de Mino Bellei
- 1980 : Uomini e no de Valentino Orsini
- 1983 : Benvenuta d'André Delvaux
- 1989 : Le Voleur de savonnettes (Ladri di saponette) de Maurizio Nichetti
- 1991 : Les Secrets professionnels du docteur Apfelglück, film collectif
- 1991 : La Riffa de Francesco Laudadio
- 1993 : Un'anima divisa in due de Silvio Soldini
- 1994 : Le Facteur (Il Postino) de Michael Radford
- 1997 : Le Bossu : Paolo
- 1999 : Le Talentueux Mr Ripley (The Talented Mr. Ripley) d'Anthony Minghella : le tailleur
- 2000 : Azzurro de Denis Rabaglia
- 2001 : La Chambre du fils (La stanza del figlio) de Nanni Moretti
- 2001 : Honolulu Baby de Maurizio Nichetti
- 2004 : Incidenti de Miloje Popovic, Alos Ramon Sanchez et Toni Trupia (it)
- 2009 : Marcello Marcello de Denis Rabaglia
- 2009 : Palestrina - Prince de la Musique de Georg Brintrup
- 2010 : The Tourist de Florian Henckel von Donnersmarck : Arturo, le tailleur
- 2011 : Habemus papam de Nanni Moretti
- 2016 : Tommaso de Kim Rossi Stuart
- 2017 : Il figlio Manuel (Manuel) de Dario Albertini : Sor Attilio

### À la télévision
- 1981 : La Chartreuse de Parme (La Certosa di Parma), téléfilm de Mauro Bolognini : Rassi
- 1985 : A.D. : Anno Domini, mini-série de Stuart Cooper : Lucius Marinus
- 1998 : Le Comte de Monte-Cristo , mini-série de Josée Dayan : directeur Banque Thomson & French.